# La Colombe (Loir-et-Cher)
La Colombe ist eine Ortschaft und eine ehemalige französische Gemeinde mit 168 Einwohnern (Stand 1. Januar 2022) im Département Loir-et-Cher in der Region Centre-Val de Loire. Sie gehörte zum Arrondissement Blois und zum Kanton La Beauce. Als eigenständige Gemeinde umfasste sie neben der Hauptsiedlung auch die Weiler Cireaux, Le Plessis, La Gahandière und Villecelier.
La Colombe wurde mit Wirkung vom 1. Januar 2016 mit den früheren Gemeinden Ouzouer-le-Marché, Membrolles, Prénouvellon, Semerville, Tripleville und Verdes zur Commune nouvelle Beauce la Romaine zusammengeschlossen und hat in der neuen Gemeinde den Status einer Commune déléguée.

## Lage
La Colombe liegt in der Beauce, 37 Kilometer nötdlich von Blois und wird vom Flüsschen Baignon tangiert, das hier noch als Grand Fossé bezeichnet wird. Nachbarorte von La Colombe sind Moisy im Nordwesten, Semerville im Norden, Autainville im Osten, Saint-Léonard-en-Beauce im Süden und Vievy-le-Rayé im Südwesten.

## Bevölkerungsentwicklung
| Jahr                       | 1962 | 1968 | 1975 | 1982 | 1990 | 1999 | 2006 | 2013 |
| -------------------------- | ---- | ---- | ---- | ---- | ---- | ---- | ---- | ---- |
| Einwohner                  | 227  | 212  | 193  | 149  | 127  | 119  | 169  | 214  |
| Quellen: Cassini und INSEE |      |      |      |      |      |      |      |      |

## Sehenswürdigkeiten
- Abbaye de l’Aumône, im romanischen Stil aus dem 12. Jahrhundert
- Weg des Julius Cäsar, seit dem 1978 als Monument historique ausgewiesen

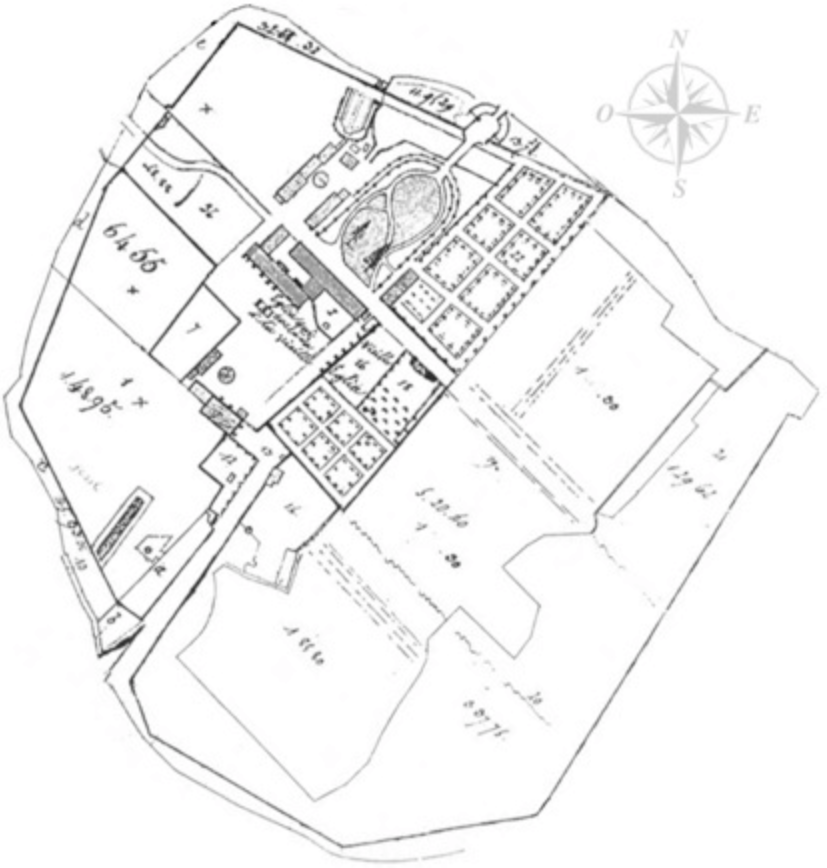
Plan der Abtei aus dem Jahr 1818
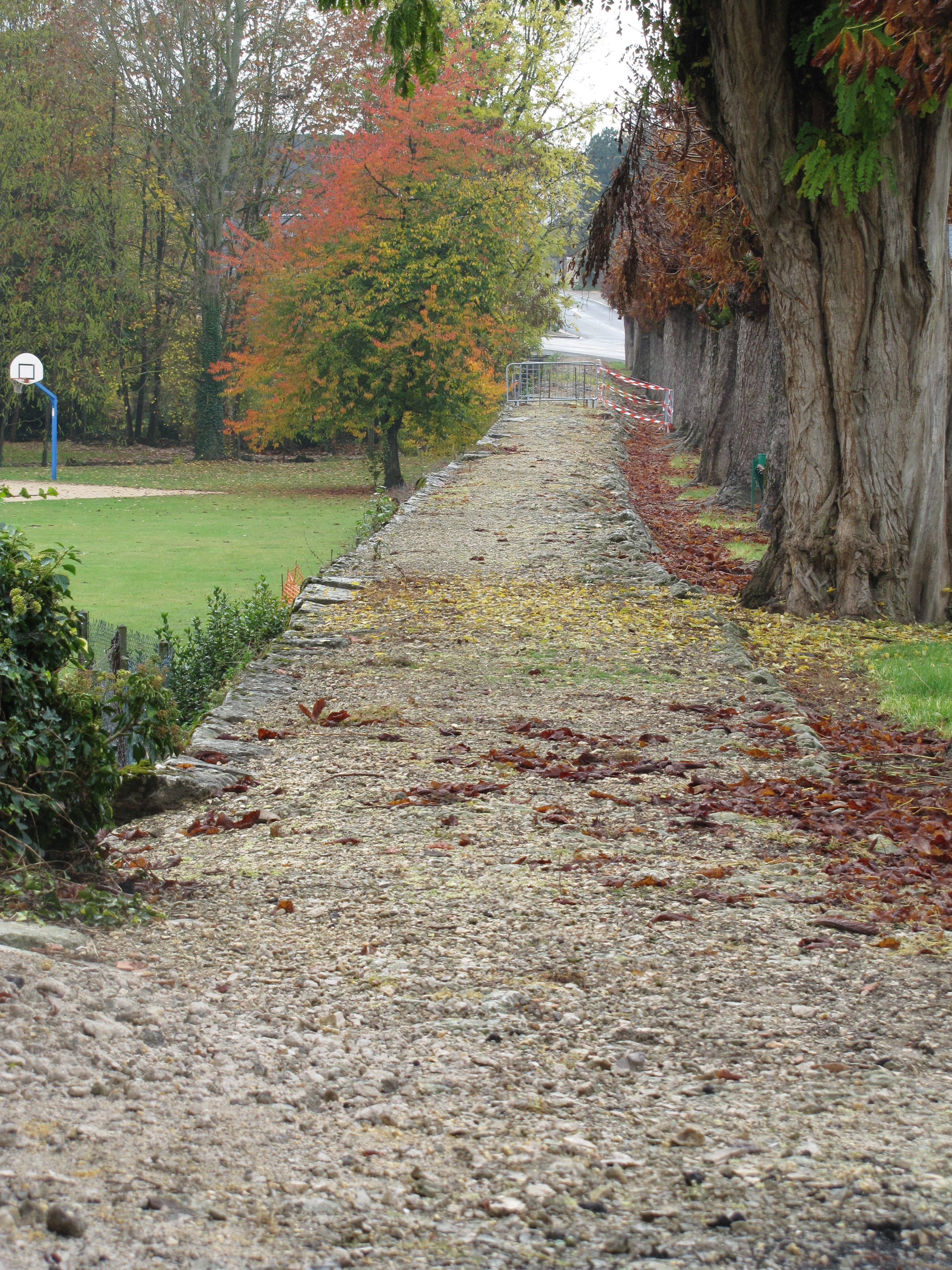
Julius-Cäsar-Weg, hier bei Verdes, passiert auch La Colombe